# Cambon-lès-Lavaur
Cambon-lès-Lavaur (okzitanisch: Cambon de La Vaur) ist eine französische Gemeinde mit 355 Einwohnern (Stand: 1. Januar 2022) im Département Tarn in der Region Okzitanien (zuvor Midi-Pyrénées). Sie gehört zum Arrondissement Castres und zum Kanton Lavaur Cocagne (zuvor Cuq-Toulza). Die Einwohner werden Cambonais genannt.

## Geographie
Cambon-lès-Lavaur liegt etwa 31 Kilometer westsüdwestlich von Castres im nördlichen Lauragais am Girou, der die Gemeinde im Süden begrenzt. Umgeben wird Cambon-lès-Lavaur von den Nachbargemeinden Roquevidal im Norden, Algans im Osten und Nordosten, Cuq-Toulza im Süden und Südosten, Le Faget im Süden und Südwesten, Maurens-Scopont im Westen sowie Veilhes im Nordwesten.
Durch die Gemeinde führt die Route nationale 126.

## Bevölkerung
| Jahr                      | 1962 | 1968 | 1975 | 1982 | 1990 | 1999 | 2006 | 2013 |
| Einwohner                 | 264  | 237  | 193  | 181  | 186  | 212  | 244  | 299  |
| Quelle: Cassini und INSEE |      |      |      |      |      |      |      |      |